# Коліматор
Коліматор — пристрій для отримання паралельних пучків променів або часток.

## Оптичний коліматор

На верхньому малюнку — потік світла без коліматора, на нижньому малюнку — потік світла після проходження через коліматор.

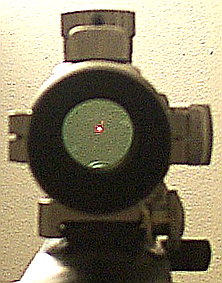
Червона цятка оптичного наведення через коліматорний приціл гвинтівки.

Коліматор (англ. collimator) — оптичний прилад, що використовується для створення пучка паралельних променів при лабораторних дослідженнях зорових труб і кутомірних приладів. Коліматор складається з довгофокусного об'єктива, тест-об'єктива, встановленого в його фокальній площині, і освітлювального пристрою.

## Дотичні терміни
Колімаційна площина — площина, перпендикулярна до горизонтальної осі обертання візирної труби маркшейдерського чи геодезичного приладу, що проходить через точку перетину горизонтальної осі з лінією візування чи з її продовженням у просторі предметів (у ламаних візирних трубах).
Колімаційна похибка — кут між колімаційною площиною і візирною лінією зорової труби; виявляється при вимірі горизонтальних напрямків на візирні цілі чи горизонтальних кутів між цілями, що знаходяться на різних висотах.